# Voivodat de Subcarpàcia
Subcarpàcia (en polonès Podkarpacie) és un dels 16 voivodats de Polònia. La capital és Rzeszów i les principals ciutats són:
- Rzeszów (160.300)
- Stalowa Wola (71.900)
- Przemyśl (68.900)
- Mielec (64.400)
- Tarnobrzeg (50.700)
- Krosno (49.400)
- Dębica (48.700)
- Jarosław (41.800)
- Sanok (41.400)
- Jasło (38.900)